# Comuna Petrești, Satu Mare
Petrești (în maghiară Mezőpetri, în germană Petrifeld) este o comună în județul Satu Mare, Transilvania, România, formată din satele Dindeștiu Mic și Petrești (reședința).

## Demografie
Componența etnică a comunei Petrești
     Germani (39,55%)
     Maghiari (39,05%)
     Români (10,66%)
     Romi (5,19%)
     Alte etnii (5,55%)
Componența confesională a comunei Petrești
     Romano-catolici (79,03%)
     Ortodocși (6,56%)
     Reformați (6,48%)
     Greco-catolici (1,08%)
     Alte religii (0,72%)
     Necunoscută (6,12%)
Conform recensământului efectuat în 2021, populația comunei Petrești se ridică la 1.388 de locuitori, în scădere față de recensământul anterior din 2011, când fuseseră înregistrați 1.588 de locuitori. Cei mai mulți locuitori sunt germani (39,55%), cu minorități de maghiari (39,05%), români (10,66%) și romi (5,19%). Din punct de vedere confesional, majoritatea locuitorilor sunt romano-catolici (79,03%), cu minorități de ortodocși (6,56%), reformați (6,48%) și greco-catolici (1,08%), iar pentru 6,12% nu se cunoaște apartenența confesională.

## Politică și administrație
Comuna Petrești este administrată de un primar și un consiliu local compus din 11 consilieri. Primarul, Gheorghe Otto Marchis[*], de la Forumul Democrat al Germanilor din România, este în funcție din octombrie 2020. Începând cu alegerile locale din 2024, consiliul local are următoarea componență pe partide politice:
|  | Partid                                     | Consilieri | Componența Consiliului | Componența Consiliului | Componența Consiliului | Componența Consiliului | Componența Consiliului | Componența Consiliului | Componența Consiliului | Componența Consiliului | Componența Consiliului | Componența Consiliului | Componența Consiliului |
|  | ------------------------------------------ | ---------- | ---------------------- | ---------------------- | ---------------------- | ---------------------- | ---------------------- | ---------------------- | ---------------------- | ---------------------- | ---------------------- | ---------------------- | ---------------------- |
|  | Forumul Democrat al Germanilor din România | 11         |                        |                        |                        |                        |                        |                        |                        |                        |                        |                        |                        |